# پالستینا (اویلا)
پالستینا (انگلیسی: Palestina, Huila) نام شهری در کشور کلمبیا است.